# Murat Gradaščević
Murat-beg Gradaščević (Gradačac, ? – Travnik, 1821.) bio je gradačački kapetan i vakif iz bošnjačke begovske obitelji Gradaščević, brat Husein-kapetana Gradašćevića.

## Životopis
Murat-kapetan Gradaščević je bio rođen u Gradačcu krajem 18. vijeka i sin je Osman-kapetana Gradaščevića i brat Husein-kapetana Gradaščevića. 
Sačuvano je jedno pismo Muratovo-kapetana iz 1819. upravljeno na Omer-bega Babića, koji je živio u Sarajevu, ali je imao posjed na području gradačačke kapetanije, pa je bio zamolio Gradaščevića da pomogne njegovim zakupcima u prikupljanju desetine uroda koji pripada vlasniku. Kapetan je odgovorio da ne bježi od zamoljene usluge, ali je istaknuo kako neki pohlepni zakupnici traže desetinu u novcu umjesto u naravi, a to se "kosi s pravdom i šerijatom". Takvi pohlepni zakupnici škode i Babićevu i kapetanovu ugledu, što je povod žiteljima da kapetanu dosađuju sa svojim žalbama. Zemljoradnici mole da vlasnik pošalje nadglednika u selo prije a ne poslije vršidbe, jer ako nastavi obračunavati lanjske prihode u novoj godini, upropašćuje raju. "Žitelji Vašeg zijameta i raja, u skupu su meni došli i svi mole da im se od Vaše strane postavi i pošalje subaša prije vršidbe kako bi mogli odmah odložiti desetinu... Vi možete raditi kako hoćete, jer je zijamet Vaš, a i raja Vaša. Ja sam jedino dužan, kao carski činovnik, koliko mi je moguće štititi bijednu raju, što ću i činiti. Nadam se da ćete i Vi nastojati o blagostanju žitelja vašega zijameta".
Murat-kapetan je poznat po tome što je sagradio drugu medresu u Gračanici 1809. godine. Također nedaleko od Bijele džamije u Gračanici Murat-kapetan je sagradio česmu s natpisom: "Božjom voljom potekla je voda u ovom gradu, … plemeniti kapetan Murat-beg za dušu svog oca … umrlog Osman-kapetana sagradi ovu česmu u ovoj mahali, neka je za njihovu dušu rahmet."
Murata-kapetana je u Travniku smaknuo zloglasni Džemaludin-paša 1821. godine. Na čelu gradačačke kapetanije naslijedio ga je brat Husein-kapetan Gradašćević.

## Vanjske poveznice
- Kapetani Gradašćevići

| Prethodnik:               | Gradačački kapetan (1812. - 1821.) | Nasljednik:                |
| Osman-kapetan Gradaščević | Gradačački kapetan (1812. - 1821.) | Husein-kapetan Gradaščević |